# Santo Corazón
Santo Corazón ist eine Ortschaft im Departamento Santa Cruz im südamerikanischen Anden-Staat Bolivien.

## Lage im Nahraum
Santo Corazón ist der zentrale Ort des Kanton Santo Corazón im Municipio San Matías in der Provinz Ángel Sandoval. Die Ortschaft liegt auf einer Höhe von 231 m nahe der bolivianischen Grenze zu Brasilien am Oberlauf des Río Santo Corazón.

## Geographie
Santo Corazón liegt am Ostrand des bolivianischen Tieflandes im Feuchtgebiet des südamerikanischen Pantanal und weist ein tropisches Klima mit ausgeglichenem Temperaturverlauf auf.
Die mittlere Durchschnittstemperatur der Region liegt bei 27 °C (siehe Klimadiagramm San Matías), die Monatsdurchschnittstemperaturen schwanken nur unwesentlich zwischen 24 °C im Juni/Juli und 29 °C im November/Dezember. Der Jahresniederschlag beträgt etwa 1250 mm, wobei die Monate Juni bis September mit Monatsniederschlägen von weniger als 50 mm arid sind, während die Monate Dezember bis Februar Werte von jeweils rund 200 mm aufweisen.

## Geschichte
Santo Corazón wurde als letzte und östlichste der Jesuitenreduktionen in der Chiquitania im Jahr 1760 gegründet. Die Jesuiten bauten zuerst eine provisorische Kirche aus Adobeziegeln, die mit Palmenblättern gedeckt war. Ende des 18. Jahrhunderts wurde der Ort auf Grund von Krankheitsausbrüchen und Angriffen indigener Stämme etwa 70 km nach Norden an seine heutige Position verlegt.

## Verkehrsnetz
Santo Corazón liegt in einer Entfernung von 580 Straßenkilometern östlich von Santa Cruz, der Hauptstadt des Departamentos.
Von Santa Cruz aus führt die asphaltierte Nationalstraße Ruta 4 in östlicher Richtung über Cotoca, Pailón und San José de Chiquitos nach Roboré und weiter bis Puerto Suárez an der brasilianischen Grenze. Acht Kilometer südöstlich von Roboré zweigt eine unbefestigte Landstraße von der Ruta 4 in nordöstlicher Richtung ab und erreicht nach 14 km Santiago de Chiquitos, von hier führt die Straße weitere 113 km durch weitgehend unbesiedeltes Buschland nach Nordosten bis nach Santo Corazón.

## Bevölkerung
Die Einwohnerzahl der Ortschaft ist in den vergangenen beiden Jahrzehnten um etwa ein Fünftel angestiegen:
| Jahr | Einwohner | Quelle       |
| ---- | --------- | ------------ |
| 1992 | 648       | Volkszählung |
| 2001 | 554       | Volkszählung |
| 2012 | 774       | Volkszählung |
| 2024 |           | Volkszählung |